# Snakadaktal
Snakadaktal – australijski, 5-osobowy zespół, grający muzykę z gatunku indie pop/dream pop. Został założony w 2009 roku w Melbourne i istniał do 16 marca 2014.

## Historia
W 2011 roku zespół wygrał australijski talent show organizowany przez stację radiową (Triple J Unearthed High) i podpisał kontrakt z wytwórnią  I OH YOU Records.
W dniu 25 listopada 2011 roku, Snakadaktal wydał swoją debiutancką EP-kę. Dwa single "Chimera" i "Air" były często grane przez radio Triple J.
Debiutancka EP-ka Snakadaktal osiągnęła 26 miejsce na ARIA Charts w 2011. Ich utwór "Air" zdobył 22 miejsce w Triple J Hottest 100 w 2011, a ich piosenka "Dance Bear" zajęła 93 miejsce w radiu Triple J na liście Hottest 100 w 2012 roku.
Pierwsza płyta, "Sleep in the Water" została wydana w dniu 2 sierpnia 2013 roku. "Hung on Tight" to pierwszy oficjalny singiel z albumu, wydany 24 czerwca 2013. "Fall Underneath" został wydany jako drugi singiel w listopadzie 2013 roku.
W dniu 16 marca 2014 r. zespół ogłosił swój rozpad. W dniu 17 marca Snakadaktal wydała bezpłatny album na Bandcamp, z niepublikowanymi utworami demo i pomysłami.

## Muzycy
- Phoebe Cockburn – wokal, syntezatory
- Sean Heathcliff – wokal, gitara
- Joseph Clough – gitara, syntezatory
- Jarrah Mccarty-Smith – gitara basowa
- Barna Nemeth – perkusja

## Dyskografia

### Albumy studyjne, EP-ki, single
| Rok  | Tytuł                      | Format           | Data wydania      | Wytwórnia                  |
| ---- | -------------------------- | ---------------- | ----------------- | -------------------------- |
| 2011 | Chimera                    | Singiel          | 4 czerwca 2011    | I Oh You                   |
| 2011 | Air                        | Singiel          | 1 września 2011   | I Oh You                   |
| 2011 | Snakadaktal                | EP               | 25 listopada 2011 | I Oh You                   |
| 2012 | Carnival (Lobster Monster) | Singiel          | 3 lutego 2012     | I Oh You                   |
| 2012 | Dance Bear                 | Singiel          | 13 czerwca 2012   | I Oh You                   |
| 2012 | Dance Bear                 | Singiel (kaseta) | 3 sierpnia 2012   | I Oh You                   |
| 2012 | Dance Bear (Remixes)       | Singiel          | 4 września 2012   | I Oh You                   |
| 2013 | Air / Dance Bear           | Winyl            | 28 stycznia 2013  | Young And Lost Club        |
| 2013 | Hung On Tight              | Singiel          | 24 czerwca 2013   | Liberation Music           |
| 2013 | Sleep In The Water         | Album (LP)       | 2 sierpnia 2013   | Liberation Music, I OH YOU |
| 2014 | The Sun II                 | EP               | 3 stycznia 2014   | Liberation Music           |
| 2014 | Treasures (2010 – 2014)    | Album (LP)       | 17 marca 2014     | Liberation Music           |

## Wideografia

### Teledyski
| Rok  | Tytuł                      | Reżyseria                           | Produkcja                        | Data premiery        |
| ---- | -------------------------- | ----------------------------------- | -------------------------------- | -------------------- |
| 2011 | Chimera                    | Lucy Mckendrick                     | Loose Tooth Productions          | 13 czerwca 2011      |
| 2011 | Air                        | Lachlan Wilson, Tom Burgess         | Vegadeetz Films                  | 24 listopada 2011    |
| 2012 | Carnival (Lobster Monster) | Sam Kristofski                      | Sharon Massey (pharmproductions) | 20 lutego 2012       |
| 2012 | Dance Bear                 | Brent Griffin (SPOD)                | Brent Griffin (SPOD)             | 4 lipca 2012         |
| 2013 | Ghost                      | Darcy Prendergast, Seamus Spilsbury | Oh Yeah Wow                      | 10 czerwca 2013      |
| 2013 | Hung On Tight              | Tooth & Claw                        | Tooth & Claw                     | 18 lipca 2013        |
| 2013 | Fall Underneath            | Dimitri Basil                       | Dimitri Basil                    | 31 października 2013 |